# Park Se-ryong
Park Se-ryong (koreanisch 박 세룡; * 13. August 1959) ist ein ehemaliger südkoreanischer Radrennfahrer.

## Sportliche Laufbahn
Park Se-ryong war im Straßenradsport aktiv und Teilnehmer der Olympischen Sommerspiele 1984 in Los Angeles. Das olympische Straßenrennen beendete er auf dem 48. Rang. Er war damit der beste Fahrer seiner Mannschaft.
1982 siegte er im Straßenrennen der Männer bei den Asienspielen in Neu Delhi.